# Cassio Morosetti
Cassio Morosetti (Jesi, 20 maggio 1922 – Milano, 13 marzo 2020) è stato un fumettista italiano.

## Biografia
Parte come volontario per la Guerra di Libia e, dopo quattro anni di guerra e tre anni di prigionia, torna in Italia dove si stabilì a Milano; qui inizia a collaborare con la Settimana Enigmistica pubblicando alcune vignette. Negli anni Cinquanta inizia a collaborare anche con il Corriere dei piccoli realizzando fumetti di sua ideazione come quelli col personaggio dello sceriffo Botticella. Nel 1952, al fine di rappresentare i disegnatori umoristici italiani, fonda l'agenzia Disegnatori Riuniti la prima dedicata a questa categoria e che sarà attiva per oltre mezzo secolo rappresentato autori come Bort, Antonio Botter, Adriano Carnevali, Franco Castellano, Ernesto Cattoni, Cavallo, Coco, Danilo Acquisti, Guido De Maria, Dipas (Adriano Di Pasquale), Gal, Grimandi, Lucchesi, Gino Barberis, (Mario Bortolato), Cesare Bruni, Giorgio Cavallo, Roberto Casale, Dari (Rino D'Anna),  Gal (Delfino Galetto), Guido De Maria, Vittorio Grimandi, Gianni Isidori, Alfredo Malagola, Umberto Mannu, Marzio Lucchesi, Gaspare Morgione, Pipolo, Lino Prosdocimi, Francesco Putzolu, Sergio Toppi, Vittorio Vighi, Vitti (Vittorio Galetto), Zatta - Bustreo. Ha pubblicato inoltre su Domenica del Corriere, Il Corriere della Sera, Epoca, L’Europeo, Candido, Topolino, Grazia, Il Monello.
Nel marzo 2020, colpito da ictus, fu ricoverato all'Ospedale San Paolo di Milano, dove rimase alcuni giorni in coma; morì nella notte del 13 marzo.
Il 22 luglio 2020 viene registrato il suo testamento che include un lascito di due milioni di euro al Comune di Jesi, a condizione che entro un anno la Fontana dei Leoni venga ricollocata da Piazza Federico II a Piazza della Repubblica, dove era collocata originariamente dal 1844 al 1949.

## Opere
- In divisa nell'orto dietro casa - 2010, autobiografia

## Riconoscimenti
- Nel 2013, a seguito di una mostra delle sue opere organizzata a Jesi dal 15 al 26 settembre, apparve il libro-catalogo intitolato Cassio Morosetti (una vita da umorista).